# Henry Dunant
Pour les articles homonymes, voir Dunant.
Ne doit pas être confondu avec Henry Durant.
Henry Dunant, de son prénom de naissance Jean-Henri,, né le 8 mai 1828 à Genève et mort le 30 octobre 1910 à Heiden, est un homme d'affaires et humaniste suisse, considéré comme le fondateur du mouvement de la Croix-Rouge internationale. Il est naturalisé français en avril 1859,,.
Pendant un voyage d'affaires en juin 1859, il se trouve à proximité de la ville italienne de Solférino et découvre les dégâts humains de la bataille qui s’y est déroulée. À partir de cette expérience, il écrit un livre intitulé Un souvenir de Solférino qu'il publie en 1862. Une année plus tard, il participe à Genève à la fondation du Comité international de secours aux militaires blessés, désigné dès 1876 sous le nom de Comité international de la Croix-Rouge. La première convention de Genève est ratifiée en 1864 et se réfère largement à ses propositions. Il obtient avec Frédéric Passy le premier prix Nobel de la paix en 1901.

## Biographie

### Jeunesse
Henry Dunant est le fils aîné de quatre frères et sœurs ; ses parents, le commerçant Jean-Jacques Dunant et son épouse Antoinette Dunant-Colladon. Ses parents sont protestants calvinistes et appartenant à la bourgeoisie moyenne, ils disposent d'une influence dans la ville et s'engagent dans l'action sociale : son père est membre du Conseil représentatif, ancêtre du Conseil municipal de la ville de Genève, et se préoccupe du sort des orphelins et des anciens criminels alors que sa mère qui travaille dans le secteur de la bienfaisance — en particulier pour les pauvres et les malades — est la fille de Henry Colladon, directeur de l'hôpital et maire de la commune d'Avully. Les activités de bienfaisance des parents influent sur l'éducation de leurs enfants : la responsabilité sociale est tôt inculquée à Henry, à ses deux sœurs et ses deux frères cadets. À l'âge de six ans, Henry part avec toute sa famille à la découverte de la mer Méditerranée, ce voyage permet également au père de contrôler les conditions de détention des hommes d’origine genevoise incarcérés à Toulon. Le petit Henry accompagne son père lors de ces visites ; doté d’une grande sensibilité, il est choqué et horrifié. Il se distingue tôt par l'intensité de sa ferveur religieuse. À 15 ans, il vit une nouvelle naissance et assiste aux cultes évangéliques de la Chapelle de l'Oratoire (devenue Église libre de Genève). Dunant est admis au Collège de Genève, mais le quitte précocement en raison de ses mauvaises notes. Il débute en 1849 un enseignement de trois ans chez les banquiers Lullin et Sautter. 

### Carrière
Au terme de sa formation, il devient employé de banque mais reste actif sur le plan social. Avec le désir de s'engager dans le domaine social, Dunant, influencé par un courant religieux présent à Genève et dans d'autres régions francophones et désigné sous le nom de Réveil s'engage à l'âge de 18 ans au sein de la Société pour des donations d'aumône. Le 30 novembre 1852, il fonde un groupe genevois qui formera le noyau de la Young Men's Christian Association (YMCA) fondée trois ans plus tard à Paris et dont la charte sera rédigée par Dunant. En 1852, il devient le premier secrétaire de l’Alliance Évangélique Romande jusqu’en 1859. Il était chargé de rédiger les procès-verbaux et peut-être d'assumer une grande part de la correspondance. Même après son départ, il reste membre du comité de l'Alliance évangélique pendant plusieurs années. Le 24 août 1855 à Paris, il est l'un des dix signataires, fondateurs de la charte de l'Alliance universelle des Young Men’s Christian Association (YMCA), dite « Base de Paris ».

### Affaires en Algérie

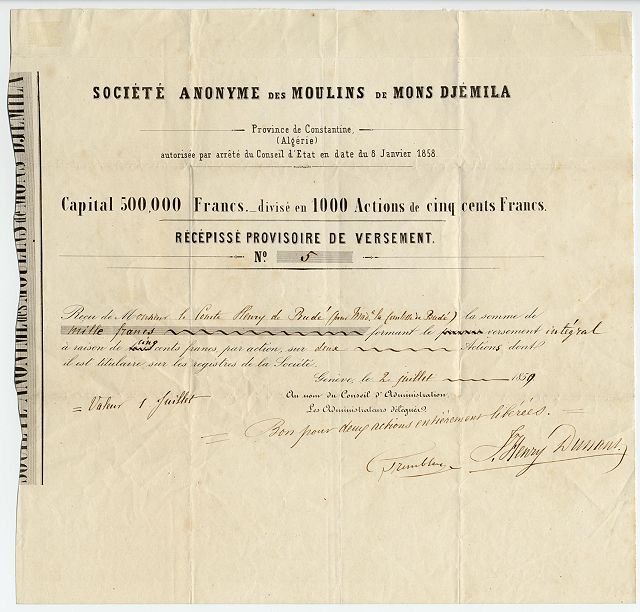
Titre de la Société Anonyme des Moulins de Mons Djemila signée par Henry Dunant

En 1853, Dunant visite, au nom de la Compagnie genevoise des colonies suisses qui a reçu un terrain à Sétif par concession du gouvernement français, l'Algérie, la Tunisie et la Sicile. Malgré de faibles résultats concrets, il conduit les affaires de ses donneurs d'ordre avec succès. Inspiré de ses impressions de voyage, il rédige et publie en 1858 son premier ouvrage intitulé Notice sur la régence de Tunis. À l'aide de ce livre, il réussit à accéder à plusieurs sociétés scientifiques.
En 1856, il fonde une société coloniale et, après avoir obtenu une concession de terres en Algérie, met en place deux ans plus tard la Société financière et industrielle des moulins de Mons-Djémila à Saint-Arnaud (actuelle El Eulma) après avoir constaté que la population de Sétif était obligée de fabriquer sa farine elle-même. Néanmoins, l'autorisation de l'exploitation d'une chute d'eau pour faire fonctionner le premier moulin moderne construit n'arrive pas car les législations sur les cours d'eau et les terres ne sont pas claires et les autorités coloniales compétentes ne se montrent guère coopératives. En 1859, Dunant prend également la nationalité française à Culoz afin de faciliter l'accès aux concessions agricoles de la puissance coloniale pour faire pousser du blé.[réf. nécessaire].
Une année plus tard, il décide de s'adresser directement à l'empereur Napoléon III alors que celui-ci s'est arrêté avec son armée en Lombardie. En effet, la France y combat aux côtés des Piémontais contre les Autrichiens qui occupent de grandes parties du nord de l'Italie actuelle. Le quartier général de Napoléon III se trouve dans la petite ville de Solférino située à proximité du lac de Garde. Dunant écrit d'abord un éloge à l'empereur afin que celui-ci réponde positivement à sa demande. Il se rend ensuite à Solférino afin de rencontrer personnellement l'empereur lui remettre son éloge et lui faire sa requête.

### Bataille de Solférino
C'est au soir du 24 juin 1859 que Dunant arrive à proximité du champ de bataille de Solférino après la fin des combats entre les troupes piémontaises et françaises sous la conduite de Napoléon III d'une part et l'armée autrichienne d'autre part. Environ 38 000 blessés et morts se trouvent encore sur le champ de bataille sans que personne leur prête assistance. Ce que voit Dunant l'ébranle au plus profond et il organise alors spontanément la prise en charge des soldats blessés et des malades, avec des volontaires de la population civile locale, principalement des femmes. Dans la ville voisine de Castiglione delle Stiviere, il met en place un hôpital dans la Chiesa Maggiore, la plus grande église du lieu. Environ 500 des quelque 8 000  à   10 000 blessés y sont conduits.

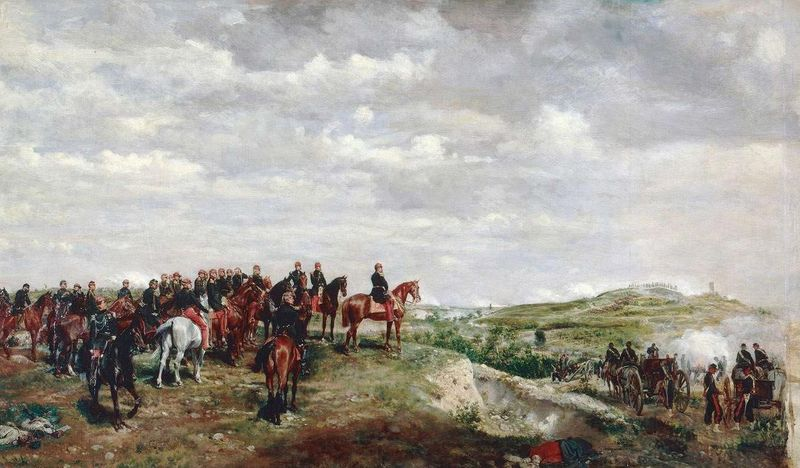
Jean-Louis-Ernest Meissonier : à Solférino (1864).

Comme il le constate rapidement, presque tout vient à manquer : du personnel (il n'y a que six médecins militaires français et aucune école d'infirmier ne forme à cette profession), des connaissances techniques, du matériel médical et de la nourriture. Dunant et ceux qui répondent à ses appels successifs ne font toutefois pas de différence entre les soldats au regard de leur appartenance nationale. Les femmes du village trouvent une phrase devenue célèbre pour justifier ce choix : « Tutti fratelli » (tous frères). Dunant réussit en outre à obtenir des Français que les médecins autrichiens faits prisonniers puissent aider à la prise en charge des blessés. Il met en place d'autres hôpitaux et fait venir du matériel à ses frais. Malgré cette aide, beaucoup de blessés viennent à mourir.
Trois années après sa visite auprès de Napoléon à Solferino, les blessures, les hurlements d'agonie et les odeurs nauséabondes hantent son esprit. Il ne parvient pas à les oublier, ce qui le pousse à écrire ce qu'il a vécu. Son livre, Un souvenir de Solférino paraît en 1862 ; il décrit la victoire de Napoléon mais fait découvrir aussi les aspects négatifs de cette victoire : les soldats battus à mort et l'agonie sans fin des blessés. L'expérience de Castiglione delle Stiviere est décisive pour Dunant, l'accumulation des soldats blessés étant pour lui indescriptible.

### Fondation de la Croix-Rouge

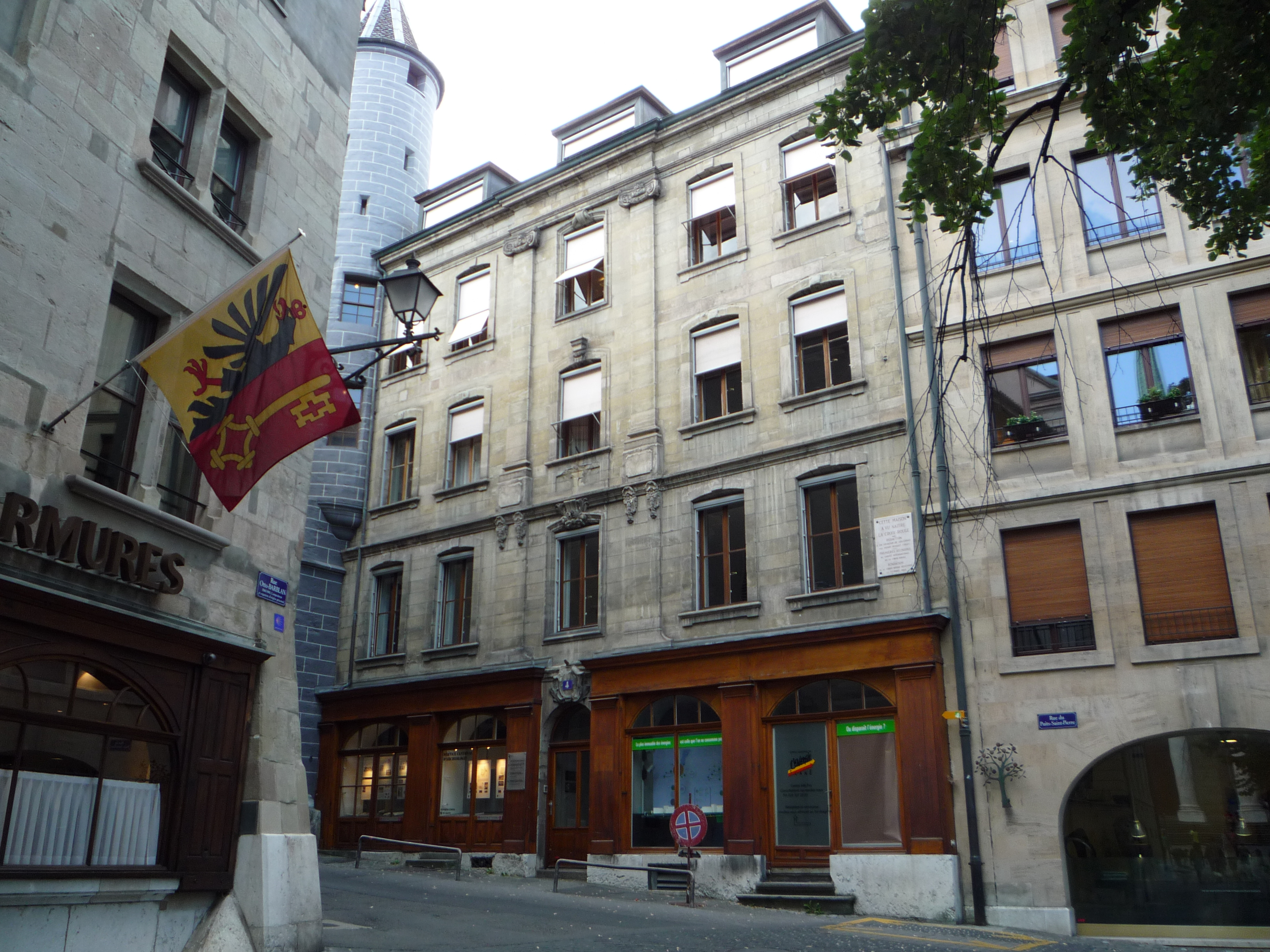
Maison à la rue du Puits-Saint-Pierre 4 à Genève, où vécut Henry Dunant lors de la création du Comité International de la Croix-Rouge, et écrivit son livre Un souvenir de Solférino.

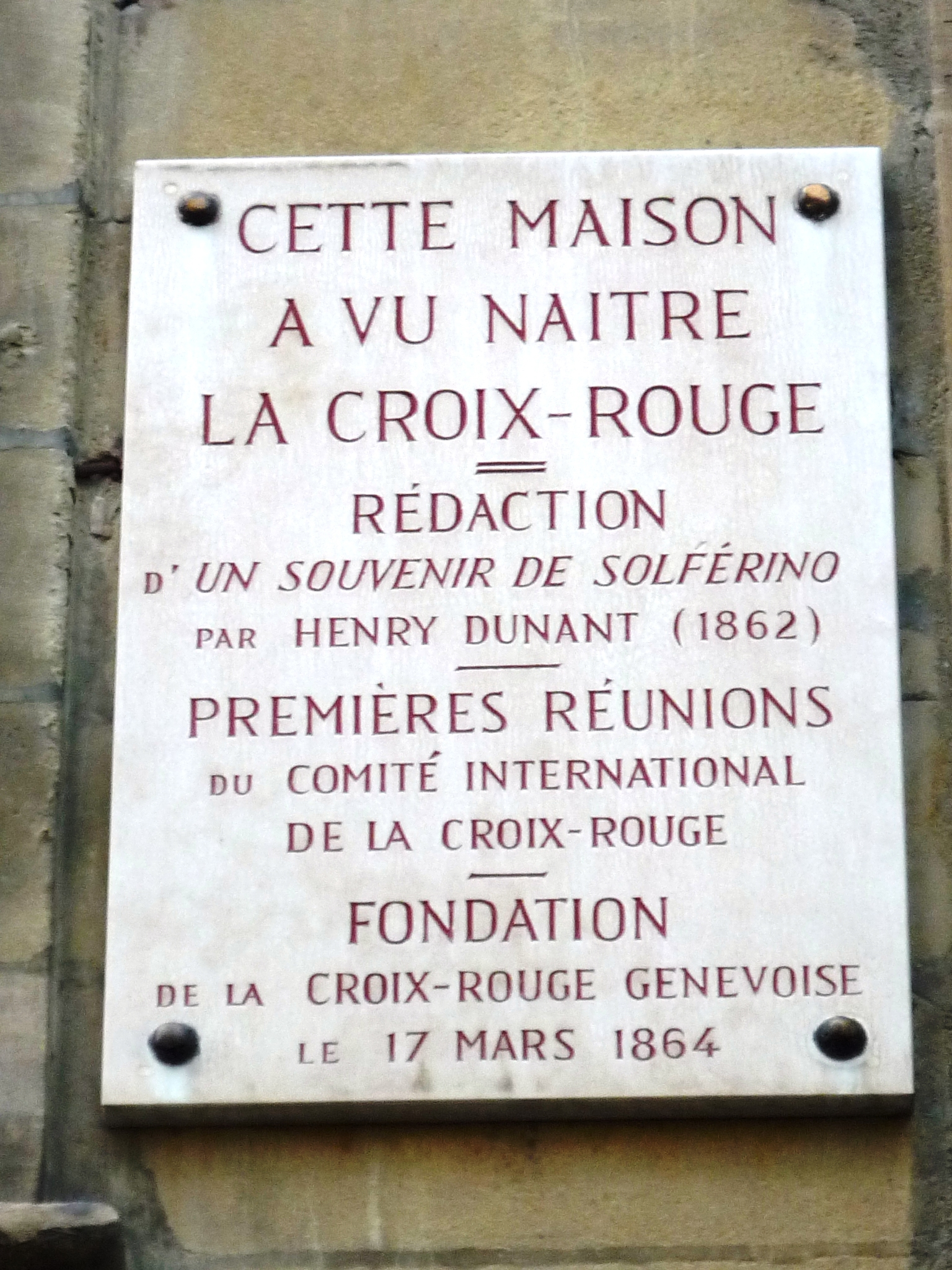
Plaque commémorative apposée sur la maison à la rue du Puits-Saint-Pierre 4 à Genève.

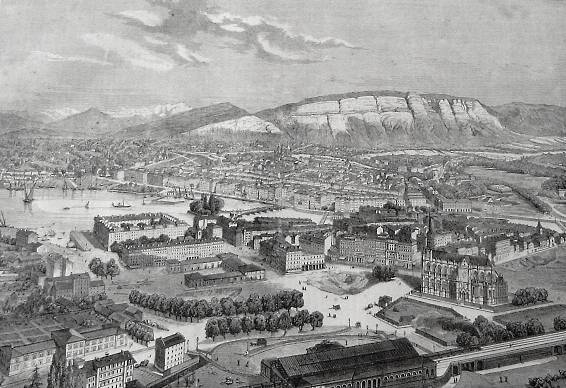
Panorama de Genève vers 1860.

Sous le choc de ces événements, il retourne début juillet à Genève. Sur recommandation de sa mère, il passe d'abord un mois dans le chalet que possède un ami de la famille à Montreux. Ensuite, il part pour plusieurs semaines à Paris. Pour son action à Solférino, il reçoit en janvier 1860, en même temps que le médecin genevois Louis Appia, l'ordre des Saints-Maurice-et-Lazare de la part du futur roi d'Italie Victor-Emmanuel II, la seconde plus importante distinction du royaume transalpin.
Au début de l'année 1860, il tente d'abord d'améliorer la situation financière de ses entreprises en Algérie, ce qu'il ne parvient pourtant pas à faire. En outre, puisqu'il ne peut pas oublier ce qu'il a vécu à Solférino, il écrit ses impressions de guerre à une amie vivant à Genève, la comtesse de Gasparin, qui les fait publier anonymement dans le Journal de Genève. C'est la première fois qu'on décrit les horreurs d'un champ de bataille. À son retour, il commence la rédaction d'un livre : Un souvenir de Solférino. Il y décrit la bataille, mais aussi les souffrances et chaos des jours suivants. Il développe l'idée que les souffrances des soldats pourraient être réduites et que, dans tous les pays, des organisations humanitaires, fondées sur la neutralité et le volontariat, devraient être autorisées à soigner les blessés en cas de guerre :
- un militaire hors de combat à cause de ses blessures cesse d'être un ennemi et doit désormais être considéré comme un être humain qui a besoin d'aide ;
- les médecins et les infirmiers pourront donner leurs soins sans crainte d'être capturés. Ainsi ils ne seront pas forcés d'abandonner leurs blessés en cas de percée adverse.

En septembre 1862, il fait imprimer le livre à ses propres frais par l'imprimerie genevoise Fick et distribue les 1 600 exemplaires à un grand nombre de personnalités politiques et militaires de toute l'Europe. Par la suite, Dunant effectue des voyages à travers le continent pour répandre son idée. Ce livre est reçu presque unanimement de façon positive, avec intérêt et enthousiasme, alors que Dunant reçoit reconnaissance et sympathie. En décembre 1862, une deuxième édition est imprimée alors qu'au début de l'année suivante, une troisième version est imprimée et traduite en anglais, allemand, italien et suédois. Parmi le peu de réactions négatives figurent celle du ministre de la guerre français, Jacques Louis Randon pour qui le livre est dirigé « contre la France ». D'autre part, Florence Nightingale se montre étonnamment critique puisqu'elle est d'avis que les sociétés d'assistance proposées par Dunant se chargeraient d'une tâche qui incombe aux gouvernements.
Le président de la Société d'utilité publique genevoise, le juriste Gustave Moynier, fait de ce livre et des idées de Dunant le thème de l'assemblée des membres de sa société, la Société genevoise d'utilité publique, tenue le 9 février 1863. Les propositions de Dunant sont examinées et considérées comme valables et réalisables par les divers membres. Dunant lui-même est nommé membre d'une commission qui comprend également Moynier, le général Guillaume-Henry Dufour ainsi que les médecins Louis Appia et Théodore Maunoir. Pendant sa première réunion le 17 février, les cinq membres décident de transformer la commission en organe permanent, appelé le Comité des Cinq ou Comité de Genève. Ce jour est depuis considéré comme la date de création du Comité International de secours aux militaires blessés en campagne, désigné dès 1863 sous le nom de Comité international de la Croix-Rouge. Dufour en devient le premier président avec Moynier comme vice-président et Dunant comme secrétaire du comité.
Contrairement à ce que l'on a parfois prétendu, ni Dunant ni aucun des membres fondateurs du Comité International de la Croix-Rouge n'ont jamais été membres de la Franc-maçonnerie.

### Conflit avec Moynier
Néanmoins, des divergences d'opinions se développent vite entre Moynier et Dunant à propos de différents aspects du projet. La proposition de Dunant de placer les blessés, le personnel ainsi que les lazarets sous la protection du principe de neutralité apparaît à Moynier comme inexécutable. Il demande à Dunant de ne pas persister dans cette voie. Au cours de ses voyages à travers l'Europe, et de ses entretiens avec des politiciens et militaires de haut rang, Dunant défend à diverses reprises sa position sur le principe de neutralité. Ce qui exacerbe davantage le conflit entre Moynier et Dunant.

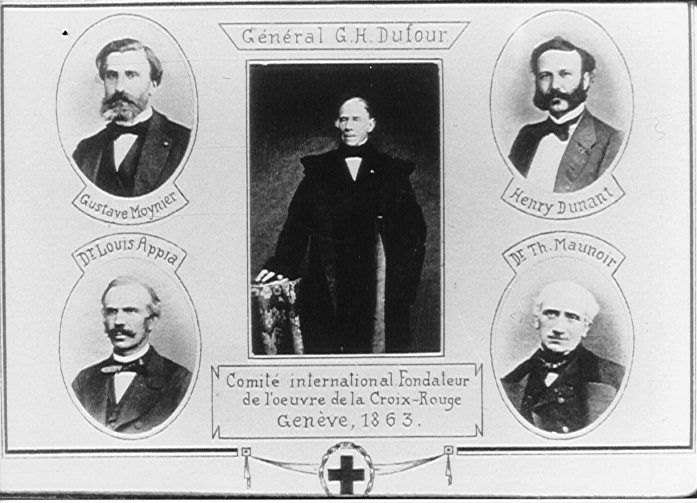
Portraits des cinq membres du Comité international de la Croix-Rouge.

Pendant ses voyages, Dunant participe également au congrès statistique international tenu à Berlin du 6 septembre au 12 septembre 1863. Là, il s'entretient avec le médecin militaire Jan Hendrik Christiaan Basting (nl) qui avait fourni une traduction néerlandaise de son ouvrage. Il lui demande alors de faire distribuer un mémorandum et une invitation du Comité International aux participants du congrès afin qu'ils se joignent à une conférence internationale. Avec Basting et sans entretien avec les membres du comité basé à Genève, il ajoute l'idée de la neutralité des secours aux propositions contenues dans le mémorandum. Cette décision de Dunant, contraire à l'opinion de Moynier, contribue à aggraver le conflit entre les deux hommes. Basting, en tant que participant au congrès, présente les idées de Dunant aux délégués présents.
Peu après le congrès, Dunant se rend à Dresde, capitale de la Saxe, où il est reçu en audience par le roi Jean Ier. À la demande de soutien de Dunant, le souverain répond par une phrase que Dunant mentionnera à plusieurs reprises dans ses lettres à d'autres personnalités de haut rang : « Je ferai ce qui est en mon pouvoir car un peuple qui ne s'associerait pas sûrement à ces efforts philanthropiques devrait s'en expliquer à l'opinion publique de l'Europe. »
Du 26 au 29 octobre, la conférence prévue par le Comité International se tient à Genève. Des représentants de quatorze États débattent des mesures concernant l'amélioration de l'aide aux soldats blessés en période de guerre. Dunant lui-même n'est, sur les instructions de Moynier, que rédacteur du procès-verbal durant la conférence. L'emblème de la Croix-Rouge est également choisi lors de cette conférence préparatoire : ce symbole uniforme servant à la protection des blessés et du personnel médical est une croix rouge sur fond blanc, soit l'inverse du drapeau suisse. La paternité de cet emblème n'est pas précisément connue ; il semblerait qu'il ait résulté d'un choix collégial. Louis Appia formule pour sa part l'idée du brassard blanc.
Une nouvelle conférence diplomatique se tient du 8 au 22 août 1864, sur une invitation du Conseil fédéral suisse. Dans ce cadre, le 22 août, les représentants de douze États signent la première convention de Genève qui établit la Croix-Rouge internationale de manière permanente. Dunant ne s'étant vu assigné pour cette conférence que la tâche de veiller à l'entretien des hôtes, il reste malgré tout, au cours des deux années suivantes, au centre de l'attention publique et reçoit de nombreux honneurs et invitations. Ainsi, au printemps 1865, il est décoré de la Légion d'honneur des mains de l'empereur des Français Napoléon III. En mai de la même année, il s'entretient personnellement avec le souverain à Alger et reçoit de celui-ci la promesse non contraignante que les entreprises de la Croix-Rouge en Algérie seraient placées sous la protection du gouvernement français. En 1866, après la guerre austro-prussienne, il est invité aux cérémonies célébrant la victoire à Berlin par la reine Augusta de Prusse (épouse du roi Guillaume Ier). Il y voit alors flotter le drapeau blanc à croix rouge aux côtés du drapeau national durant la parade de l'armée prussienne.

### Faillite et déchéance
L'année 1865 est marquée en Algérie par une série d'événements catastrophiques : des révoltes, une épidémie de choléra, une invasion de sauterelles, des séismes, une sécheresse et un hiver inhabituellement rigoureux. Pour toutes ces raisons, mais aussi — pour une part significative — parce qu'il a jusque-là négligé ses affaires pour promouvoir ses idées, la situation financière de Dunant s'aggrave sensiblement. En avril 1867 a lieu la dissolution de la société de financement participant à ses entreprises : le Crédit genevois. Son affiliation au conseil d'administration de cette société provoque un scandale et il se trouve contraint d'annoncer la faillite de sa société alors que sa famille et des amis sont également impliqués dans ses entreprises de par leurs investissements. Le 17 août, il est condamné par le tribunal de commerce genevois pour faillite frauduleuse. En raison des contraintes sociales de l'époque, ce crash économique conduit à des demandes de retrait du Comité International. Le 25 août, il démissionne de son poste de secrétaire du comité et se trouve complètement exclu de celui-ci le 8 septembre. Moynier, qui a pris en charge la présidence du comité en 1864, joue un rôle essentiel dans cette exclusion.
La mère de Dunant meurt le 2 février 1868. Au cours de l'année, il est aussi exclu de la YMCA. Dès mars 1867, il avait quitté Genève qu'il ne reverra plus après son rejet par la société genevoise succédant à sa condamnation judiciaire. Moynier utilisera à différentes reprises ses relations et son influence pour empêcher que Dunant ne reçoive de l'aide financière de ses amis ou de partisans provenant de différents pays. Par ailleurs, la médaille d'or des sciences morales de l'Exposition universelle de Paris ne lui est pas remise personnellement, comme prévu — par le fait de manœuvres de Moynier — mais à Moynier, Dufour et Dunant, de sorte que l'argent lié au prix est transféré directement dans la caisse du Comité International. L'offre de l'empereur Napoléon III de prendre en charge la moitié des dettes de Dunant, si ses amis prennent en charge l'autre moitié, échoue également à cause des manœuvres de Moynier.
Dunant part s'établir à Paris où il vit dans des conditions très modestes. Il tente toutefois de propager à nouveau ses idées. Durant la guerre franco-allemande de 1870-1871, il fonde la Société d'assistance générale puis l'Alliance générale pour l'ordre et la civilisation. Ses objectifs sont la diminution du nombre de conflits armés, de l'ampleur des forces en présence et de l'oppression en améliorant par une formation les normes morales et culturelles des simples citoyens de la société. En outre se met en place l'Alliance pour la protection des travailleurs luttant contre l'exploitation de ces derniers de même que contre l'influence considérée comme corruptrice et athée de l'Association internationale des travailleurs fondée en 1864 à Londres. Durant le recrutement des membres de l'Alliance générale pour l'ordre et la civilisation, Dunant exigera des négociations sur le désarmement et l'installation d'une cour de justice internationale chargée de gérer les conflits interétatiques afin de les régler sans usage de la force.

### Action en faveur des prisonniers de guerre
Pendant le premier congrès de l'Alliance générale pour l'ordre et la civilisation tenu en 1872 à Paris, un article de Dunant concernant le traitement des prisonniers de guerre est lu aux participants. Il avait déjà écrit cet article en 1867 pour la première conférence de la Croix-Rouge mais cette contribution n'avait cependant pas été examinée. Après que ces propositions ont été adoptées avec enthousiasme par les personnes présentes, Dunant tente, à travers un voyage en Angleterre, de gagner des soutiens pour l'organisation d'une conférence internationale à propos de la question des prisonniers de guerre. Il tient des discours, notamment le 6 août à Londres et le 11 septembre à Plymouth devant les membres de la Social Science Association dont les objectifs sont comparables à ceux de l'Alliance générale pour l'ordre et la civilisation. Lors de son discours à Plymouth, il connaît un malaise en raison d'une accumulation de fatigue.
Ses propositions rencontrent à nouveau une approbation et un enthousiasme certain. Peu après que Napoléon III l'a encore assuré de son soutien, celui-ci meurt le 9 janvier 1873 d'une opération des calculs biliaires. En février 1874, Dunant est nommé secrétaire international lors du premier congrès de la Société pour l'amélioration des conditions des prisonniers de guerre nouvellement créée à Paris. Celle-ci projette la mise en œuvre d'une conférence diplomatique pour le mois de mai de la même année et demande à Dunant d'aider aux préparations à Paris. Sur l'initiative du tsar Alexandre II de Russie, il se rend toutefois en juillet et en août 1874 à Bruxelles pour assister à une conférence similaire. Sur la base des discussions portant sur un projet du gouvernement russe destiné à élargir la convention signée à Genève, les propositions de Dunant en faveur des prisonniers de guerre ne reçoivent que peu d'attention des participants. La conférence de Bruxelles prend finalement fin sans modifications de la convention existante ou décisions concrètes quant à la question des prisonniers de guerre. Alors que Moynier, en tant que président du Comité International, est satisfait de ce résultat puisqu'il craignait un manquement à la convention de Genève, Dunant en ressort déçu.

### Pauvreté et oubli

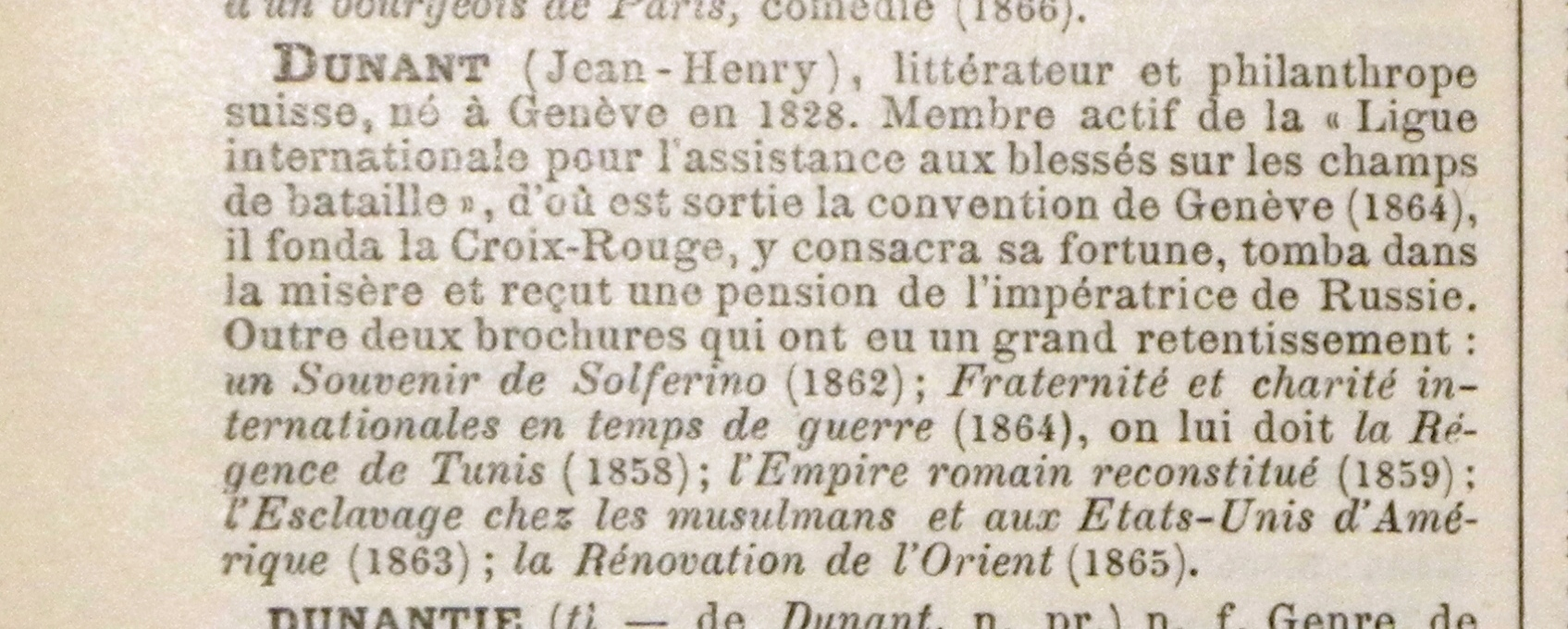
Article du Larousse sur Henry Dunant (vers 1912).

Par la suite, il recrute plus encore pour atteindre les objectifs de l'Alliance générale pour l'ordre et la civilisation. Il écrit des articles et tient des discours consacrés aussi à la lutte pour la libération des esclaves en Amérique du Nord. En outre, il conçoit en collaboration avec l'Italien Max Gracia l'idée de la fondation d'une bibliothèque mondiale qui sera reprise environ un siècle plus tard par l'Unesco. Parmi ses autres idées visionnaires figurent la fondation d'un État d'Israël. En raison de l'engagement pour ses idées, ses affaires personnelles sont négligées et il s'endette encore plus, ce qui pousse son entourage à l'éviter. Même le mouvement de la Croix-Rouge, qui s'est étendu plus encore par la fondation de sociétés nationales dans nombre de pays, l'a presque oublié même si les sociétés d'Autriche, des Pays-Bas, de Suède, de Prusse et d'Espagne le nomment comme membre honoraire. La guerre franco-allemande et la vie politique française après la fondation de la Troisième République constituent un autre tournant dans la vie de Dunant. Il se retire encore plus de la vie publique et développe une timidité prononcée qui marquera de façon décisive son comportement jusqu'à la fin de sa vie.
Entre 1874 et 1886, il poursuit une vie en solitaire, dans la misère matérielle, vivant notamment à Stuttgart, Rome, Corfou, Bâle et Karlsruhe. Peu de détails de sa vie durant cette période sont connus. Mais le soutien financier de divers amis ainsi que des activités occasionnelles, où des connaissances et des garants lui permettent d'engranger de petits gains, l'empêchent de sombrer. Parmi ses soutiens figurent le banquier américain Charles Bowles qui avait pris part en tant que délégué à la conférence diplomatique de 1864, Jean-Jacques Bourcart, homme d'affaires alsacien ainsi que Max Gracia qui a aidé Dunant dans sa correspondance avec ses créanciers. Léonie Kastner-Boursault, veuve du compositeur Jean-Georges Kastner aide aussi Dunant à plusieurs reprises dans des situations difficiles. Ainsi, elle le charge de la commercialisation du pyrophone, un instrument de musique inventé par son fils Frédéric Kastner. Même si Dunant n'y parvient pas, cette activité et un long voyage en Italie avec Kastner-Boursault de 1875 jusqu'au début des années 1880 le préservent d'une vie dans la complète pauvreté. À Stuttgart, il fait la connaissance en 1877 de l'étudiant Rudolf Müller (1856-1922) avec qui il devient ami.

### Retraite à Heiden

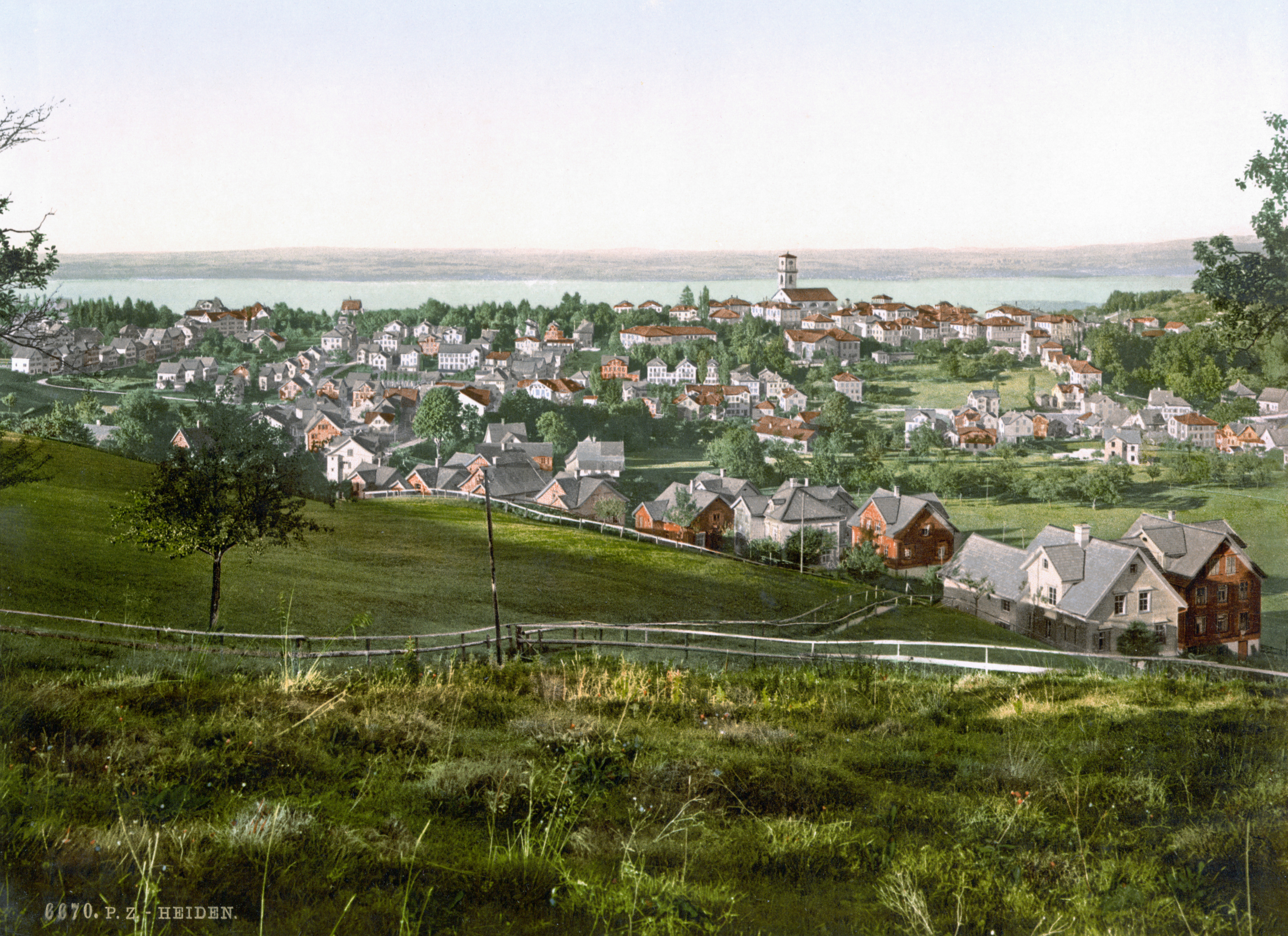
Heiden aux environs de 1900.

En 1881, il se rend pour la première fois en compagnie d'amis de Stuttgart au Biedermeierdorf situé au-dessus de la ville de Heiden dans le canton d'Appenzell Rhodes-Extérieures. À partir de 1887, alors qu'il vit à Londres, il reçoit une petite aide financière mensuelle de ses partisans. Puisque celui-ci possède un style de vie certes modeste mais sans tomber dans la pauvreté, il parvient à s'installer définitivement en juillet de la même année dans l'hôtel Paradies de la famille Stähelin situé à Heiden. Après que cette famille a vendu la pension quelques années plus tard, il se rend dans la commune voisine de Trogen et vit à partir de la fin 1890 dans l'hôtel Lindenbühl sans toutefois se sentir à son aise. Après plus d'une année, il retourne à Heiden et vit à partir du 30 avril 1892 dans l'hôpital de la ville qui est dirigé par le docteur Hermann Altherr (de). Il se retire alors complètement au cours des années suivantes et laisse de plus en plus la place, au soir de sa vie, à des pensées mystiques et des visions prophétiques. Parmi les raisons du choix de Dunant porté sur Heiden figurent, aux côtés de la perspective de l'isolement et de la renommée de cette ville comme lieu de repos et de traitement, la vue sur le lac de Constance qui lui rappelle sa ville natale et le Léman qu'il aime se remémorer durant ses promenades. Peu après son arrivée, il se lie d'amitié avec le jeune enseignant Wilhelm Sonderegger et son épouse Susanna.
Sous la pression de Sonderegger, il commence la rédaction de ses Mémoires. Susanna lui suggère alors la fondation d'une section de la Croix-Rouge à Heiden, une idée qui enthousiasme Dunant. En 1890, il devient président d'honneur de la section fondée le 27 février de la même année. Il fonde de grands espoirs en l'amitié avec les Sonderegger en ce qui concerne la propagation de ses idées, en particulier sous la forme d'une nouvelle édition de son livre. Toutefois, cette amitié souffre plus tard fortement d'accusations non justifiées de Dunant selon lesquelles Sonderegger ferait cause commune avec Moynier resté à Genève. Le décès prématuré de Sonderegger en 1904, à l'âge de 42 ans, pèse sur Dunant malgré les tensions profondes existant entre les deux hommes. L'admiration de Sonderegger pour Dunant, restée intacte malgré les reproches de ce dernier, est transmise à son fils Hans Konrad Sonderegger (de) et à son petit-fils René qui publiera en 1935 des lettres de Dunant héritée de son père.

### Rappel tardif
En septembre 1895, Georg Baumberger (de), rédacteur en chef du journal Die Ostschweiz (de) de Saint-Gall, écrit un article sur le fondateur de la Croix-Rouge avec lequel il s'entretient en venant par hasard à Heiden en août de la même année. Cet article intitulé Henry Dunant, le fondateur de la Croix-Rouge paraît dans la revue allemande Sur terre et mer qui est diffusée en peu de jours dans toute l'Europe. On se souvient alors de lui et il reçoit des messages de sympathie et de soutien du monde entier. Il apparaît à nouveau dans la conscience d'un large public en tant que fondateur du mouvement de la Croix-Rouge même si le Comité International de Genève évite encore tout contact avec lui. Dunant reçoit notamment le prix Binet-Fendt remis par le Conseil fédéral et la reconnaissance du pape Léon XIII pour son dévouement personnel. Grâce à une pension annuelle envoyée par la tsarine russe Maria Fedorovna et d'autres versements, sa situation financière s'améliore rapidement.

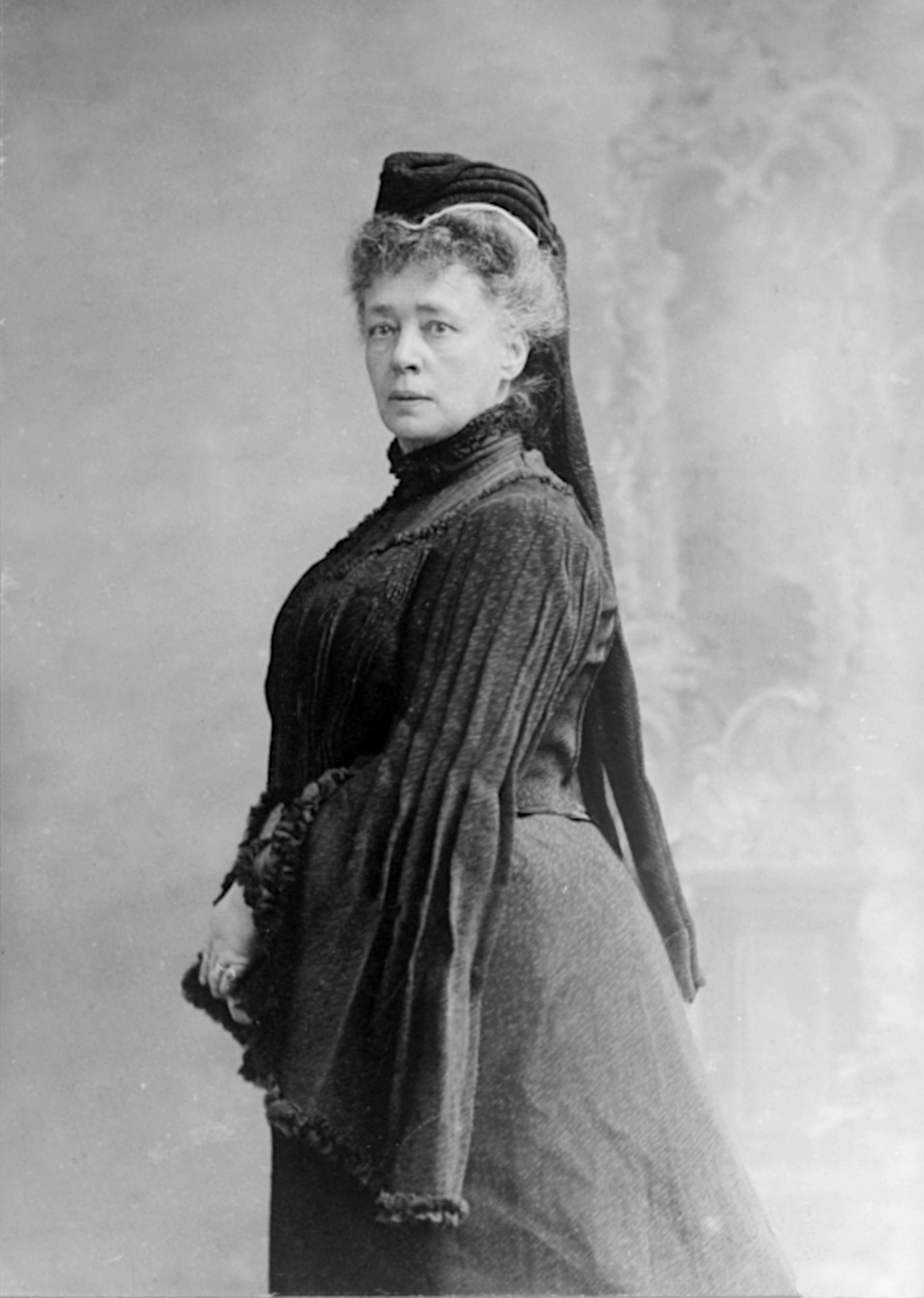
Bertha von Suttner.

En 1897, Rudolf Müller, devenu professeur de l'enseignement secondaire à Stuttgart, publie chez les éditions Greiner & Pfeiffer L'histoire de la naissance de la Croix-Rouge et de la convention de Genève où le rôle de Dunant en tant que fondateur est souligné pour la première fois depuis son retrait du Comité International. Le livre contient aussi la nouvelle édition germanophone et raccourcie d’Un souvenir de Solférino. Dunant lui-même entretient à cette époque un échange de correspondance avec la pacifiste autrichienne Bertha von Suttner à la suite de la visite de cette dernière à Heiden.
Il écrit également de nombreux articles dans une revue publiée par celle-ci, À bas les armes !, dont un essai sous le titre À la presse. En outre, il publie aussi des extraits de manuscrits non publiés sous le titre Petit arsenal contre le militarisme ou Petit arsenal contre la guerre. Impressionné par l'action de Suttner et Florence Nightingale, il en arrive à la conviction que les femmes pourraient jouer un rôle bien plus important dans la réalisation d'une paix durable que les hommes. Il voit à cet égard la défense de l'intérêt personnel, le militarisme et la brutalité comme des principes typiquement masculins alors qu'il attribue aux femmes l'amour du prochain, l'empathie et l'aspiration à la résolution des conflits. En se fondant sur cette constatation, il soutient fortement l'égalité des droits pour les femmes.
En 1897, il suggère la fondation d'une fédération d'infirmières internationale sous le nom de Croix verte. En février 1899, avant la première conférence de La Haye, il publie un essai dans la Revue allemande, sous le titre Proposition à sa majesté de l'empereur Nicolas II, qui constitue sa dernière tentative de prendre part au débat public de l'époque en faveur des efforts de paix.

### Prix Nobel de la paix
En 1901, Dunant reçoit le premier prix Nobel de la paix pour la fondation de la Croix-Rouge internationale et l'initiation de la première convention de Genève. Dans un télégramme qu'il reçoit le 10 décembre, le comité Nobel basé à Oslo lui communique ainsi sa décision :
« À Henry Dunant, Heiden. Le comité Nobel du parlement norvégien a l'honneur de vous communiquer qu'il vous remet le prix Nobel de la paix 1901 à vous, Henry Dunant, et à Frédéric Passy. Le comité vous envoie ses respects et ses bons vœux. »
Pour défendre ses opinions, Dunant a agi auprès du comité Nobel au travers du médecin militaire norvégien Hans Daae, à qui Rudolf Müller avait expédié une copie de son livre. Dunant partage cette distinction avec le pacifiste français Frédéric Passy, fondateur de la première Ligue internationale de la paix et de la liberté à Paris (1867) et membre avec lui de l'Alliance pour l'ordre et la civilisation. Les félicitations qui lui sont adressées à cette occasion signent sa réhabilitation et la reconnaissance de ses actions, 34 ans après la naissance de la Croix-Rouge ; gestes bien plus importants pour lui que tous les autres prix, distinctions, honneurs et paroles de sympathie précédents. Pour le mouvement de la Croix-Rouge, le prix marque la reconnaissance de son travail et de la convention de Genève dans un contexte où l'intensification des tensions internationales et des programmes d'armement accroissent les perspectives de guerre.

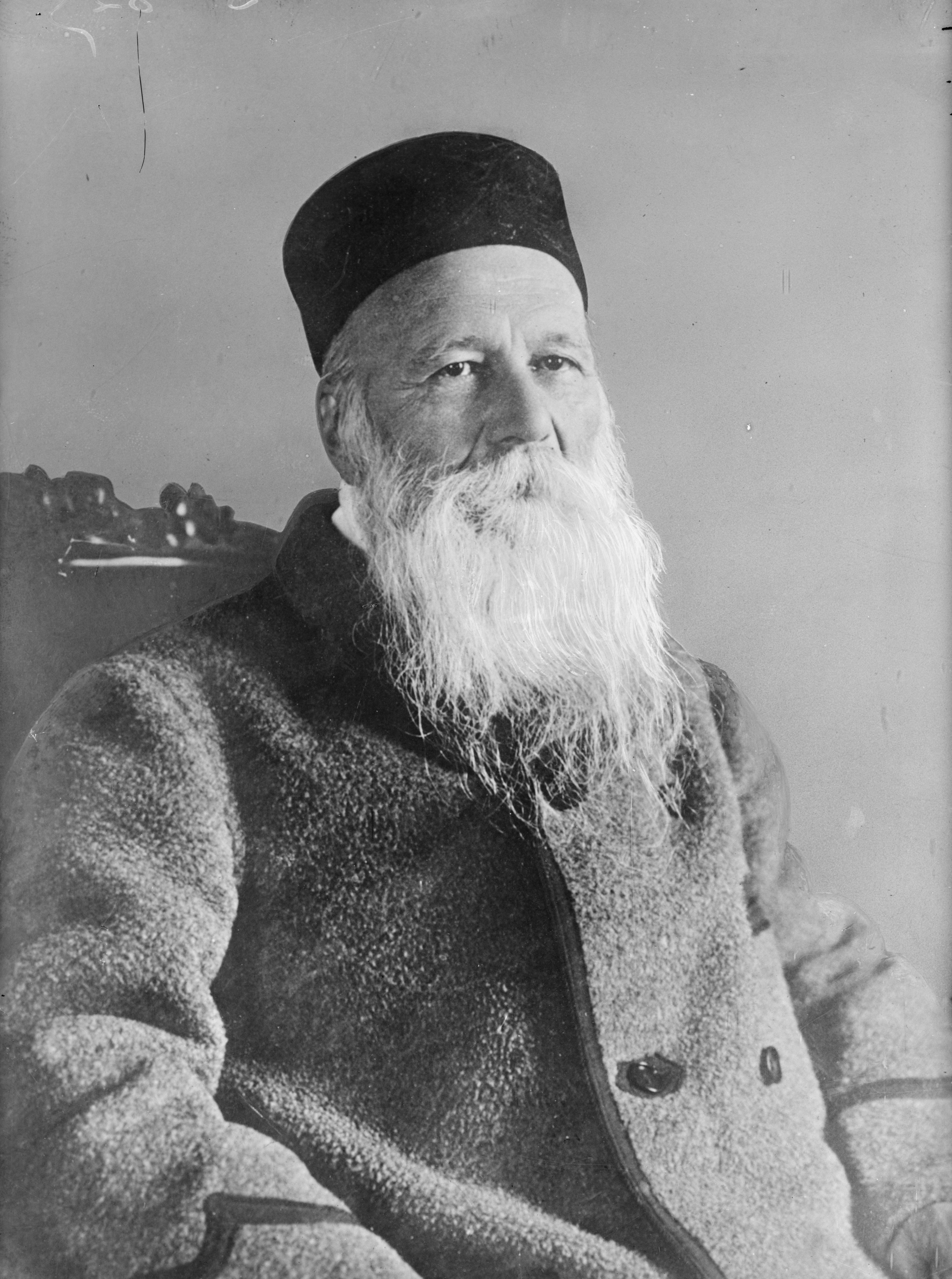
Henry Dunant dans ses dernières années.

Moynier, et le Comité International, sont également en lice pour le prix. C'est dans ce contexte que Rudolf Müller, dans une longue lettre au comité Nobel, propose d'attribuer le Prix à Dunant et de le partager avec Frédéric Passy, prévu à l'origine comme unique récipiendaire. Sachant que Dunant figure déjà parmi les récipiendaires pressentis pour les années à venir, Müller avance les arguments de son âge avancé et de sa mauvaise santé. Dunant est soutenu par une large palette de partisans — dont trois professeurs de Bruxelles, sept professeurs d'Amsterdam, 92 parlementaires suédois, 64 parlementaires du Wurtemberg, deux ministres norvégiens ainsi que le Bureau international permanent de la paix —. On reste toutefois divisé sur l'effet de la Croix-Rouge et de la convention de Genève sur un conflit : ne rendent-ils la guerre plus attirante parce qu'ils supportent une partie de la peine liée à celle-ci ?
Le partage du prix entre Passy et Dunant est aussi intéressant en raison des différences qui existent alors entre le mouvement pour la paix et le mouvement de la Croix-Rouge. Avec la décision de partager le premier prix Nobel de la paix entre Passy, un pacifiste traditionnel et le représentant le plus connu du mouvement pour la paix à l'époque, et l'humaniste Dunant, le comité Nobel montre les deux catégories sur lesquelles il s'appuiera par la suite :
D'un côté, les hommes, puis plus tard les organisations, qui se consacrent à la paix et correspondant ainsi à la partie du testament d'Alfred Nobel qui prévoit de distinguer ceux qui ont agi « la plupart du temps ou le mieux possible pour la suppression ou la diminution des armées ainsi que pour la formation et la diffusion de congrès de la paix… »
De l'autre, les actions humanitaires, considérées elles aussi comme pacifiques et correspondant aux dispositions du testament de Nobel prévoyant de distinguer ceux qui ont agi « la plupart du temps ou le mieux possible pour la fraternité des peuples »… À partir de Dunant, le prix Nobel de la Paix couronnera aussi des actions dans le secteur humanitaire.
Quant à Hans Daae, il place une partie de l'argent du prix, d'un montant de 104 000 francs suisses, dans une banque norvégienne, le protégeant ainsi des créanciers de Dunant. Dunant ne touchera pas à cet argent durant le reste de sa vie.

### Mort
Quelques autres distinctions lui sont décernées dans les années qui suivent : il est fait docteur honoris causa de la faculté de médecine de l'Université de Heidelberg en 1903, en même temps que Gustave Moynier. Il passe les dernières années de sa vie à l'hôpital de Heiden où il tombe dans la dépression et la crainte d'être poursuivi par ses créanciers et son adversaire Moynier. Le fait qu'un règlement complet de ses dettes ne soit pas possible avait fortement pesé sur lui à la fin de sa vie.
Bien qu'il se voit encore lié à la foi chrétienne, il s'éloigne aussi bien du calvinisme que d'autres formes de religion organisée et dédaigne toute institution religieuse. Selon les indications fournies par les infirmières s'occupant de lui, son dernier acte est l'envoi d'une version de son livre éditée par Rudolf Müller avec un mot personnel à la reine d'Italie. Il meurt dans la soirée du 30 octobre 1910 aux environs de 22 h 00, survivant ainsi à Moynier de près de deux mois. Malgré les félicitations que le comité de la Croix-Rouge lui aura adressées à l'occasion de la remise du prix Nobel, leurs relations n'auront pas connu d'amélioration.

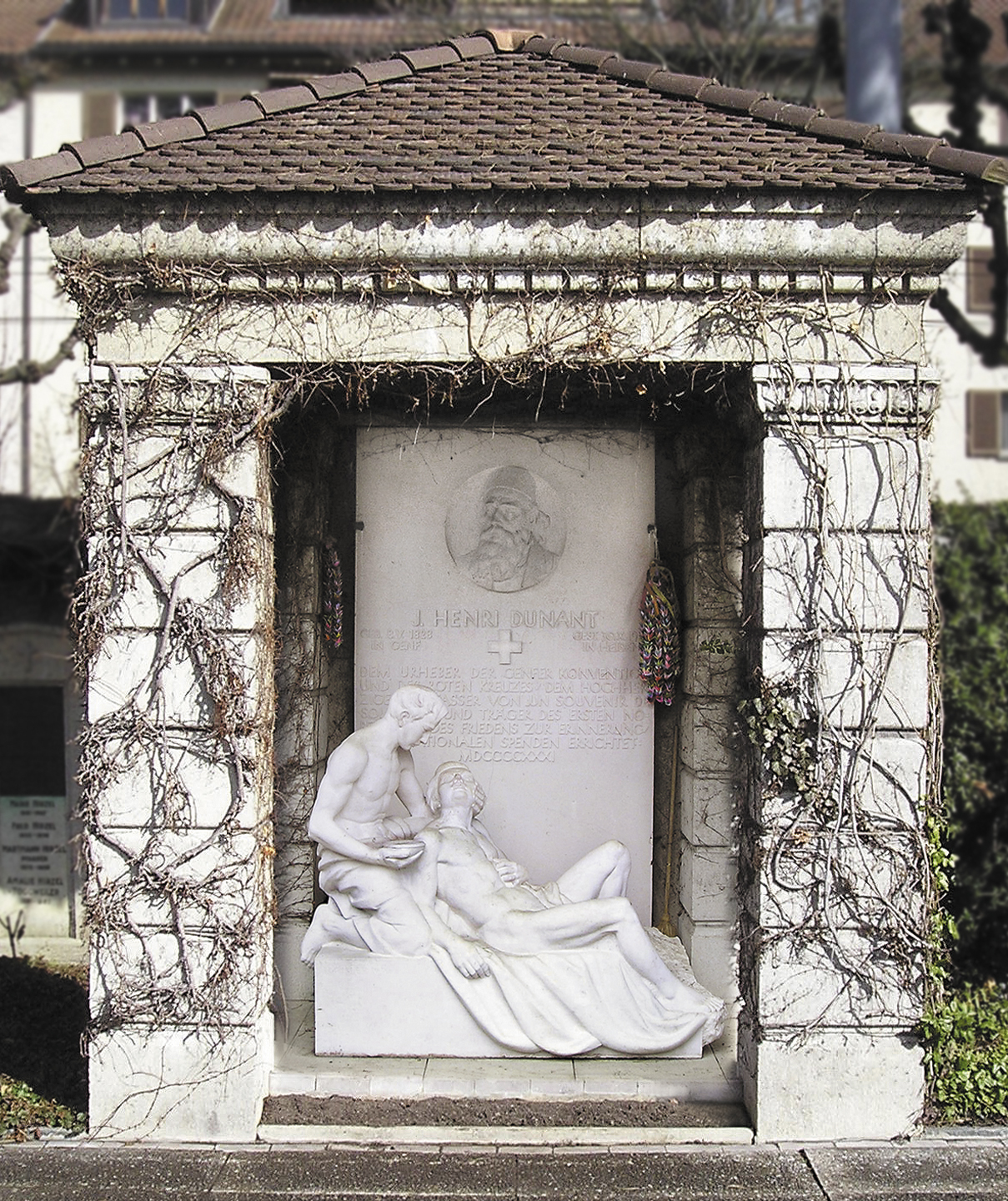
Tombe d'Henry Dunant.

Ses derniers mots, adressés au docteur Altherr, furent : « Ah, que ça devient noir ! » Dans une lettre adressée à Wilhelm Sonderegger, il formule son souhait quant à son inhumation :
« Je souhaite être porté en terre comme un chien le serait, sans une seule de vos cérémonies que je ne reconnais pas. Je compte sûrement sur votre bonté pour veiller sur mon dernier désir terrestre. Je compte sur votre amitié pour qu'il en soit ainsi. Je suis un jeune disciple du Christ comme au premier siècle, c'est-à-dire rien. »
Il est donc inhumé trois jours plus tard dans la discrétion et sans célébration au cimetière Sihlfeld de Zurich. Parmi les personnes présentes figurent, aux côtés de Hermann Altherr et Rudolf Müller, quelques envoyés de diverses associations de la Croix-Rouge en provenance de Suisse et d'Allemagne ainsi que ses neveux arrivés de Genève. Le prix Nobel et de nombreuses donations lui ayant laissé un petit patrimoine, il offre par testament, rédigé les 2 mai et 27 juillet 1910, un lit libre dans l'hôpital de Heiden pour les patients les plus démunis de la ville. En outre, il fait parvenir à ses amis les plus proches, dont Müller, Altherr et sa femme ainsi que les collaborateurs de l'hôpital, de petites sommes d'argent en remerciement. Il offre ce qui reste à des organisations d'utilité publique en Norvège et en Suisse et transfère à son exécuteur testamentaire le pouvoir de décider du choix des récipiendaires. Tous les livres, notes, lettres et autres documents en sa possession ainsi que ses distinctions sont remis à son neveu Maurice Dunant qui vit à Genève. À des fins de recherche, la correspondance échangée avec Rudolf Müller est rendue publique en 1975.

## Pensée et postérité

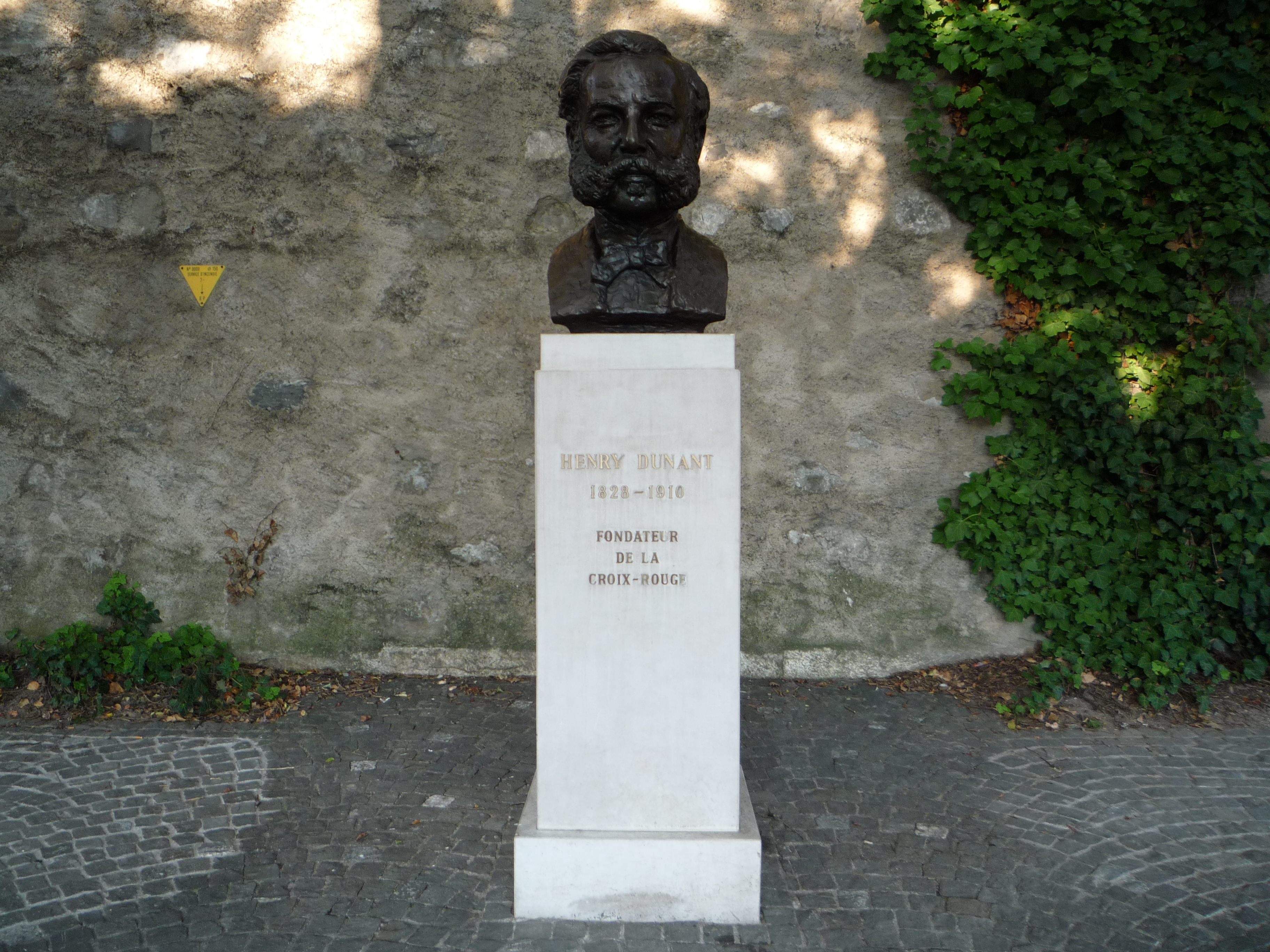
Buste Henry Dunant, à proximité de la place de Neuve, à l'angle de la rue de la Tertasse et de la Rampe de la Treille, au début de la rue de la Croix-Rouge à Genève. Sculpté par Luc Jaggi et inauguré le 2 juin 1980.

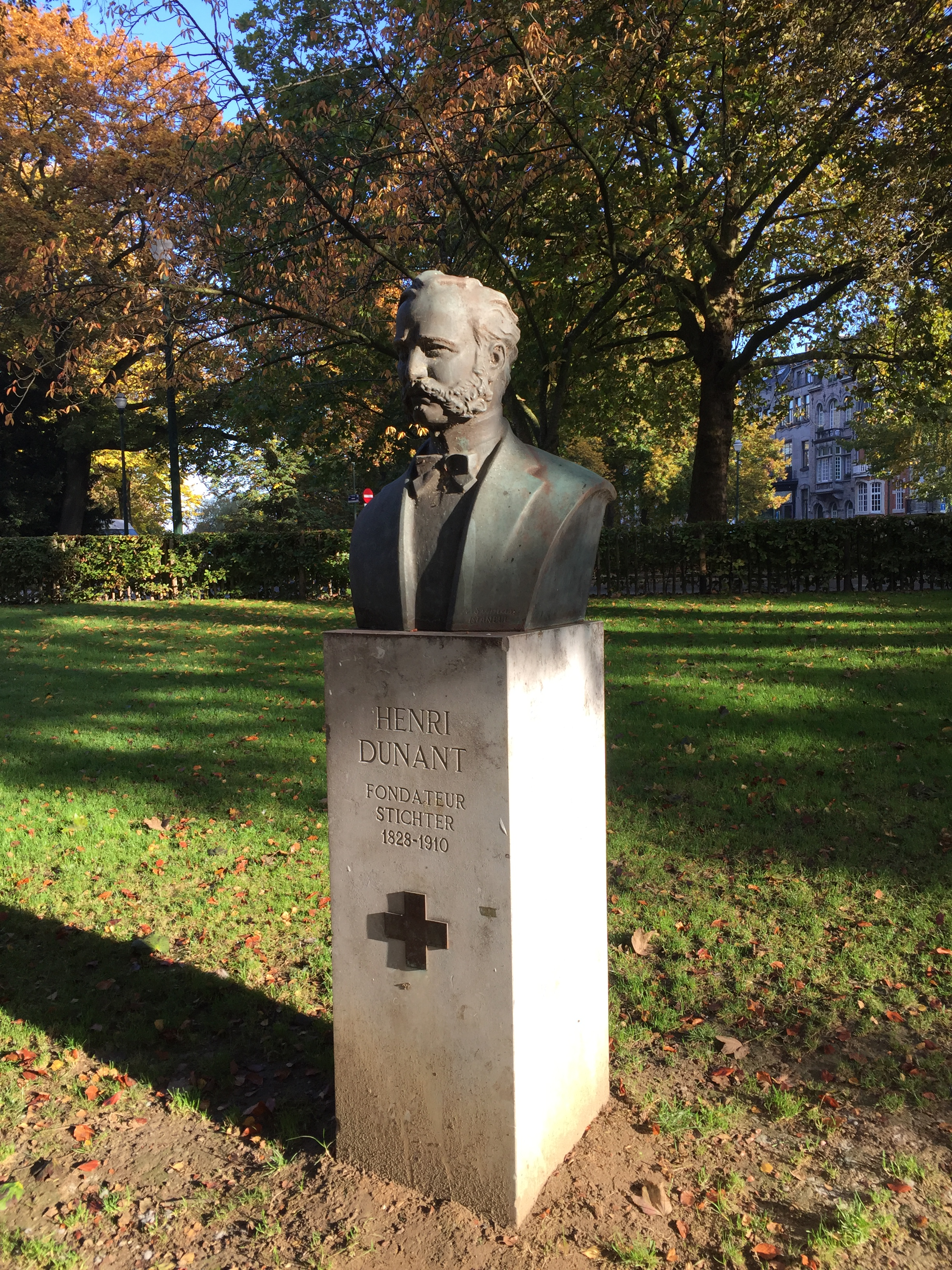
Buste de Henry Dunant au square de la Croix-Rouge, œuvre de Nurset Suman, à l'entrée de l'abbaye de la Cambre en Belgique.

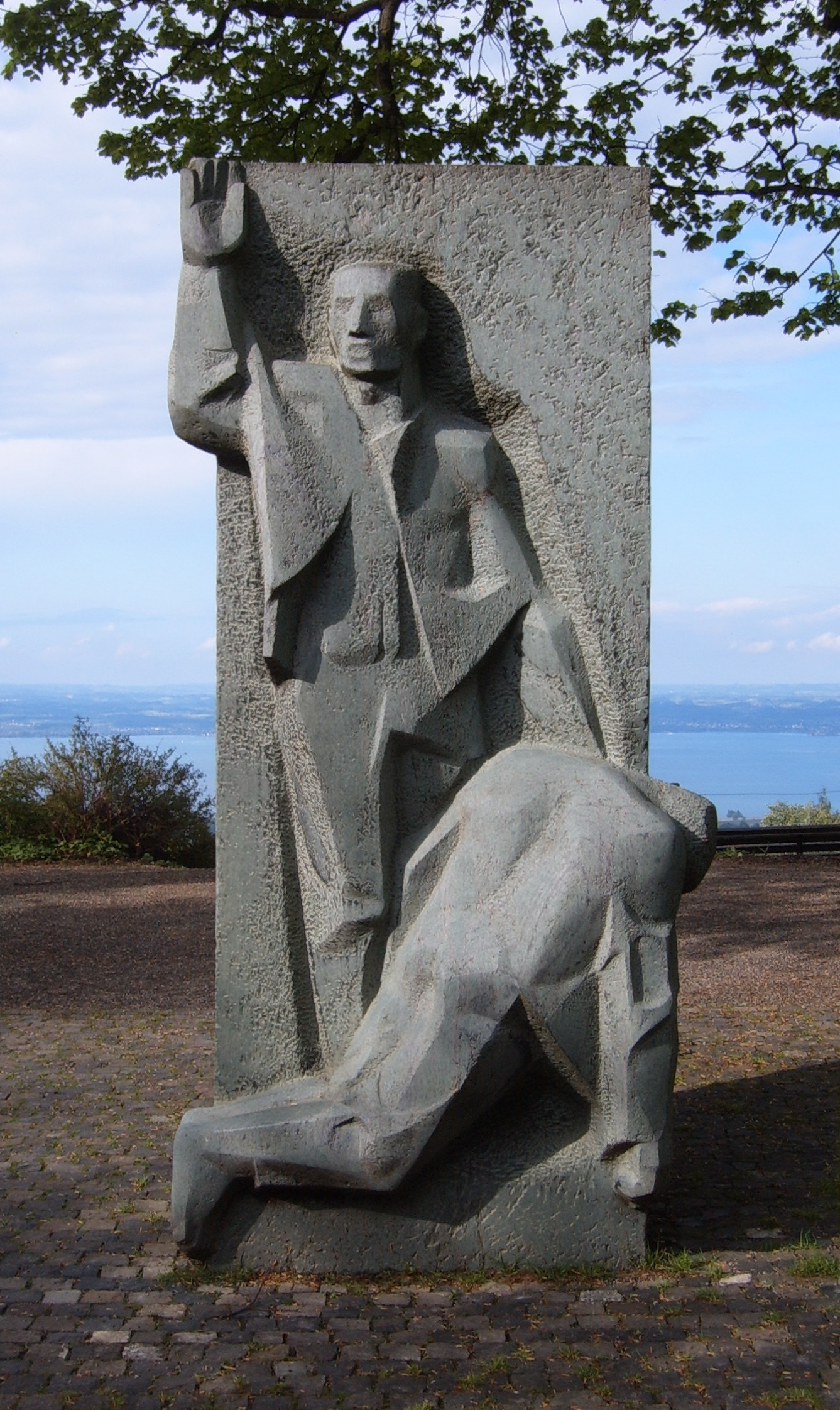
Monument commémoratif à Heiden.

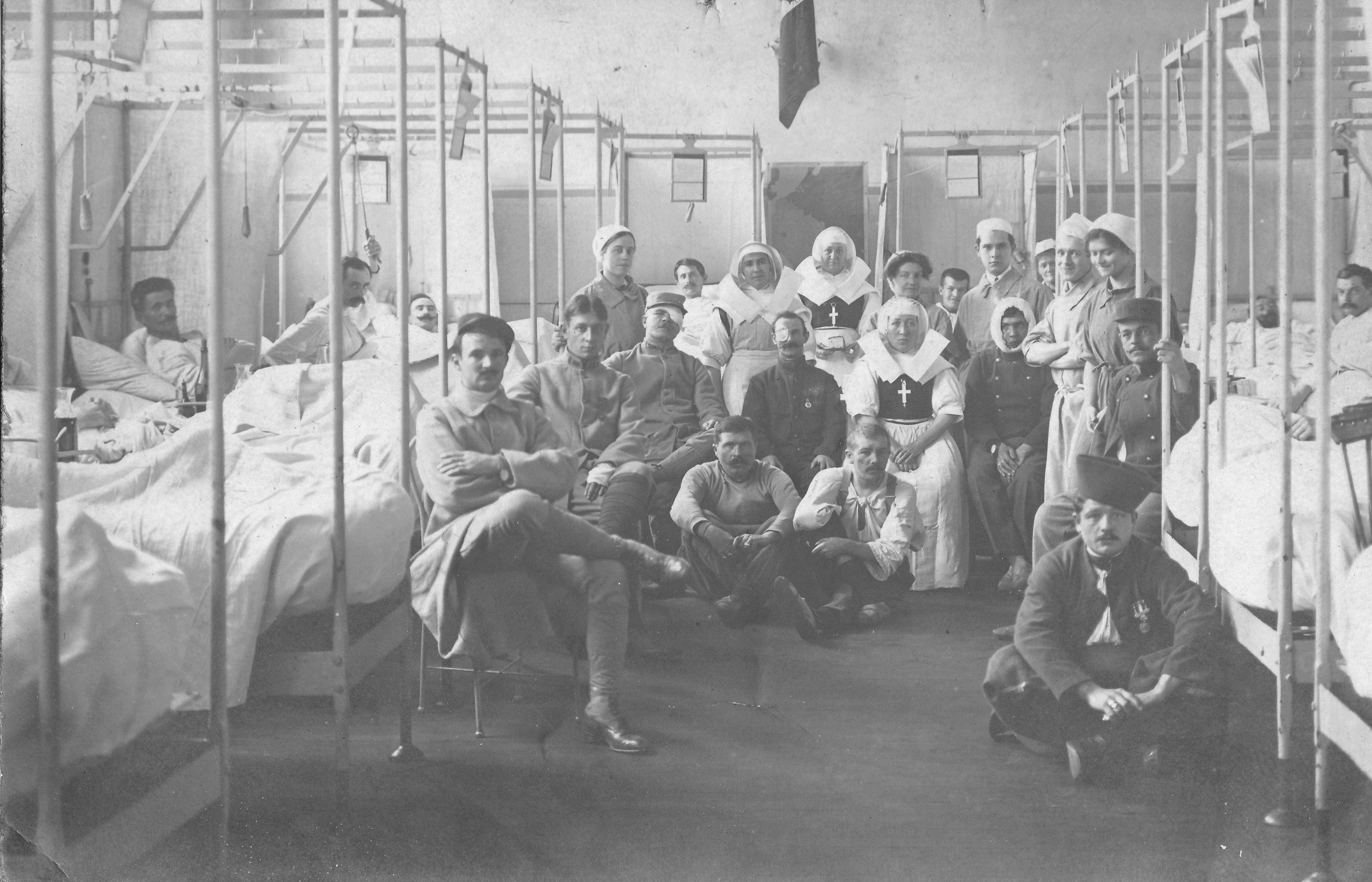
Blessés de guerre d'un hôpital militaire français pendant la Première Guerre mondiale.

À l'occasion de l'anniversaire de Henry Dunant, le 8 mai, le mouvement de la Croix-Rouge internationale commémore son souvenir. L'hôpital de Heiden, où il a passé les dernières années de sa vie, abrite le musée Henry Dunant (de). Dans sa ville natale de Genève, ainsi que dans plusieurs villes situées dans d'autres pays, des rues, des places, des écoles et d'autres bâtiments portent son nom, même si, à Genève, le premier monument commémoratif n'est inauguré qu'à l'occasion du centième anniversaire de la fondation du Comité International en 1963. Par ailleurs, tous les deux ans, la commission permanente du mouvement de la Croix-Rouge remet la médaille Henry Dunant qui constitue la distinction la plus élevée du mouvement.
Lors de l'évaluation du rôle de Dunant dans la fondation de la Croix-Rouge, il faut toutefois aussi considérer le rôle de son adversaire Gustave Moynier. Dunant, à travers son livre, son charisme et ses activités avant la conférence de Genève en 1863, joue sans aucun doute un rôle décisif dans la mise en place du Comité International et de la convention de Genève. Dans l'histoire de naissance de la Croix-Rouge, il joue le rôle de l'idéaliste sans les idées duquel le développement historique après la bataille de Solférino aurait peut-être suivi une autre voie. Sa présence fortuite sur un champ de bataille ressemblant à tant d'autres de cette époque, le traitement de ses expériences dans un livre et les propositions qu'il développe donne à Solférino et à l'année 1859 leur place dans l'histoire. D'autre part, ce succès aurait été à peine possible sans l'action pragmatique de Moynier largement responsable dans le développement ultérieur du comité et l'expansion du mouvement de la Croix-Rouge et de ses activités. D'un point de vue historique, la combinaison de l'action des deux hommes contribua au succès de la Croix-Rouge, de la convention de Genève et des propositions de Dunant concernant la question des prisonniers de guerre. Environ dix ans après la fondation du Comité International et de l'adoption de la convention de Genève, le développement de son activité pour les prisonniers de guerre montre d'abord quelques parallèles aux événements des années 1863 et 1864.
Même si finalement le manquement a plusieurs raisons, sans la concurrence du tsar Alexandre III et de sa conférence de Bruxelles en 1874, une coopération renouvelée entre Dunant et Moynier aurait peut-être eu plus de succès. Une solution juridique des problèmes des prisonniers de guerre ne sera intégralement trouvée que 25 ans plus tard dans les conférences de La Haye de 1899 et de 1907, ainsi qu'après le décès de Dunant et Moynier à travers les nouvelles conventions de Genève signées en 1929 et 1949.
Le fait que presque toutes ses idées aient été réalisées au fil du temps et sont encore en grande partie pertinentes montre que Dunant avait beaucoup d'avance sur les visions de son temps. Cela vaut aussi, au-delà de la justification du mouvement de la Croix-Rouge et de l'expansion des activités du Comité International pour la YMCA, la fondation de l'État d'Israël, la création d'une organisation destinée à protéger l'héritage culturel de l'humanité sous la forme de l'Unesco ainsi que pour son engagement dans la libération des esclaves en Amérique du Nord et l'égalité des femmes.

### Fondation

Logo de la Fondation Prix Henry Dunant.

La Fondation Prix Henry Dunant, basée à Genève, est une fondation Suisse, inscrite au registre du commerce et dotée d’un capital initial de trente mille francs suisses. Elle est administrée par un conseil de fondation, nommée à l'origine par la fondatrice Pierrette Mourgue d’Algue. Dans la mesure du possible, la famille d’Henry Dunant est aujourd'hui représentée au conseil. Créée en 1986, sous la forme d'une Association Prix Henry Dunant, en collaboration étroite avec la Société Henry Dunant, elle devient Fondation Prix Henry Dunant en 1998. La Fondation décerne deux prix chaque année à des personnes qui contribuent à faire rayonner les idées d'Henry Dunant, le fondateur de la Croix-Rouge,. Le Prix Henry Dunant est attribué à des individus ou des entités qui se distinguent par leur contribution exceptionnelle à l'enrichissement, à la promotion et au renouvellement des principes et des valeurs défendus par Henry Dunant,, tels que le catcheur Pierre Claver Mbonimpa en 2011 ou encore, en 2017, Mohammed Abdelmajid Ben Ahmed, responsable de la diffusion du Droit international humanitaire (DIH) du Croissant-Rouge tunisien.

## Littérature et cinéma
La biographie de Dunant a été transposée à différentes reprises dans des livres et des films, aussi bien dans des documentaires que des fictions. La première œuvre littéraire parue est le roman biographique Le Voyageur. Les visions de Henry Dunant de Eveline Hasler. Dans celui-ci, la vie de Dunant est racontée dans une perspective narrative par un observateur anonyme dans les dernières années de sa vie. Un autre roman connu, Dunant. Le roman de la Croix-Rouge de Martin Gumpert (de), paraît déjà en 1938 et compte aussi parmi les premières transpositions littéraires de la vie de Dunant. Parmi les ouvrages documentaires les plus importants en allemand figure le livre de Willy Heudtlass et Walter Gruber plusieurs fois édité entre 1962 et 1985 : J. Henry Dunant. Fondateur de la Croix-Rouge. Auteur de la convention de Genève. Heudtlass, au début des années 1960, eut d'ailleurs la possibilité d'accéder à des lettres jusqu'ici inconnues car se trouvant en possession des descendants de Rudolf Müller et Hans Daae.
Il faut aussi signaler le livre de Jacques Pous, Henry Dunant, l'Algérien paru avec une préface d'Henry Guillemin aux éditions Grounauer à Genève et qui concerne la période algérienne de la vie de Dunant.
- D'homme à hommes de Christian-Jaque, coproduction franco-suisse d'une durée de 96 minutes, sort dans les salles en 1948. En 1978, Dieter Forte monte une pièce de théâtre qu'il baptise Jean Henry Dunant ou l'introduction de la civilisation et la fait jouer pour la première fois le 30 mars 1978 au Théâtre national de Darmstadt. Une version cinématographique sort dans les salles de la RDA en 1964. Un documentaire sur sa vie est produit en 1998 par le Musée Henry Dunant (de) sous la forme d'un film d'environ 30 minutes : Henry Dunant (1828-1910). La première transposition sous la forme d'un téléfilm intitulé Henry Dunant, du rouge sur la croix est diffusé pour la première fois le 10 mars 2006 à Genève. D'une durée d'environ 90 minutes et réalisé par Dominique Othenin-Girard au moyen d'un budget d'environ 5,6 millions d'euros cofinancé par Arte, l'EPTV (télévision algérienne) ainsi que 18 chaînes de télévision européennes, il est né de la coopération entre les studios et chaînes de télévision d'Autriche, de Suisse et de France. Toutefois, la Société Henry Dunant y a trouvé un certain nombre d'erreurs par rapport à la réalité de la vie de Dunant[18].
- Walter Weideli, Agonie et résurrection d’Henry Dunant, 1980, pièce télévisée créée par Jean-Jacques Lagrange à la Télévision suisse romande
- Henry Dunant, du rouge sur la croix, téléfilm de Dominique Othenin-Girard 2006

## Publications
- Notice sur la régence de Tunis, Genève, 1858
- L’Empire de Charlemagne rétabli ou le Saint-Empire romain reconstitué par sa majesté l'empereur Napoléon III, Genève, 1859
- Mémorandum au sujet de la société financière et industrielle des Moulins de Mons-Djemila en Algérie, Paris, non daté (v.  1859)
- Un souvenir de Solférino, Genève, 1862 réédition Éditions Ampelos
- L'Esclavage chez les musulmans et aux États-Unis d'Amérique, Genève, 1863
- La Charité sur les champs de bataille, Genève, 1864
- Les Prisonniers de guerre, Paris, 1867
- Bibliothèque internationale universelle, Paris, 1867

## Distinctions
- 1857 : Nichan Iftikhar ( Tunisie)
- 1860 : Ordre des Saints-Maurice-et-Lazare ( Royaume de Sardaigne)
- 1864 : Ordre du Lion de Zaehringen ( Grand-duché de Bade)
- 1864 : Ordre de Vasa ( Suède-Norvège)
- 1864 : Ordre royal d'Albert le Valeureux Roi de Saxonie ( Royaume de Saxe)
- 1864 : Ordre de Louis de Hesse ( Grand-duché de Hesse)
- 1865 : Légion d'honneur ( Empire français)
- 1865 : Ordre du Christ ( Portugal)
- 1865 : Ordre de Frédéric ( Royaume de Wurtemberg)
- 1865 : Ordre de la Couronne ( Royaume de Prusse)
- 1866 : Ordre du Sauveur ( Royaume de Grèce)
- 1901 : prix Nobel de la paix ( Suède-Norvège)

## Dans les arts et la culture populaire

### Filmographie

#### Cinéma
- 1948 : D'homme à hommes de Christian-Jaque, joué par Jean-Louis Barrault.

#### Télévision

##### Téléfilm
- 2006 : Henry Dunant, du rouge sur la croix de Dominique Othenin-Girard, joué par Thomas Jouannet.

### Astronomie
- Un astéroïde de la ceinture principale, (1962) Dunant, a été nommé en hommage à Henry Dunant.

### Homonyme
- Le collège Henri Dunant à Culoz, lieu de sa naturalisation française.
- La place Henry-Dunant (jusqu’en 2008 où elle prend le nom de place Paul-Émile-Victor), une place du 8e arrondissement de Paris et l’allée Henry-Dunant (depuis 2007), une impasse du 14e arrondissement de Paris, voies correspondant à des sièges successifs de la Croix-Rouge française.
- L'hôpital Henry-Dunant à Paris.
- La place Henri-Dunant, une place du 4e arrondissement de Marseille
- La rue Henry-Dunant, une rue du centre-ville à Aubagne
- Le boulevard Henri-Dunant, à Angers
- La rue Henry-Dunant, une rue du quartier d'Angleur à Liège
- Une école de culture générale porte son nom à Genève[19].
- L'avenue Henry Dunant, dans le quartier Plainpalais à Genève
- La pointe de l'Est, deuxième plus haut sommet de Suisse, renommée pointe Dunant à l'occasion des 150 ans de la Croix-Rouge[20].
- Une rue du centre de Bangkok (Thaïlande) porte le nom de Henry Dunant.
- Une rue de Dunkerque-Rosendaël porte son nom depuis le 29 novembre 1968[21][source insuffisante].
- La 43e promotion (2016/2017) de l'Institut régional d'administration de Metz a choisi d'honorer sa mémoire en s'appelant par son nom.
- Le collège Henry Dunant à Dijon[22]
- L'école Henry-Dunant à Crévic
- L’école secondaire Henri-Dunant à Blainville, Canada
- La rue Henri-Dunant à Deux-Montagnes, Canada
- La rue Henri-Dunant à Vern-d'Anjou, Maine-et-Loire
- La rue Henri-Dunant à Chalon sur Saône, Saône-et-Loire
- La place Henri-Dunant près du CHU Gabriel Montpied à Clermont-Ferrand, Puy-de-Dôme
  - Le campus de la Faculté de médecine de Clermont-Ferrand à cette adresse se nomme le « site Dunant »[23]
- 2020 Le câble sous-marin en fibre optique Henry Dunant est déployé par les firmes Orange et Google entre Virginia Beach, sur la côte est des États-Unis, et Saint-Hilaire-de-Riez, en France[24],[25].
- La rue Henri Dunant à Buchy
- Le bateau Henri Dunant de la Compagnie générale de navigation sur le lac Léman
- Le groupe scout Henry-Dunant[26] au Grand-Saconnex (Genève, Suisse)
- L'école de culture générale (ECG) Henry-Dunant[27] à Genève (Suisse)